# Agrionosoma pendleburyi
Agrionosoma pendleburyi är en insektsart som beskrevs av Fraser 1927. Agrionosoma pendleburyi ingår i släktet Agrionosoma och familjen fjärilsländor. Inga underarter finns listade i Catalogue of Life.